# Beaumont-sur-Lèze
Beaumont-sur-Lèze là một xã thuộc tỉnh Haute-Garonne trong vùng Occitanie ở tây nam nước Pháp. Xã nằm ở khu vực có độ cao trung bình 148 mét trên mực nước biển.
Sông Lèze tạo một phần ranh giới tây nam thị trấn, chảy theo hướng đông bắc quan giữa thị trấn.